# アンヌ・マリー・マルティノッジ
アンヌ・マリー・マルティノッジ（Anne Marie Martinozzi, princesse de Conti, 1637年 - 1672年2月4日）は、コンティ公アルマンの妻。イタリア語名アンナ・マリーア・マルティノッツィ。いわゆる「マザリネット」の一人である。

## 生涯
ファーノ方伯ジェローラモ・マルティノッツィと、妻ラウラ・マルゲリータ・マッツァリーニの長女として、ローマで生まれた。妹はモデナ公妃となったラウラ。母の妹ジェローラマ・マッツァリーニの生んだ娘たち、ラウラ、マリーア、オリンピア、オルテンシア、マリーア・アンナは従姉妹にあたる。アンヌ・マリーと従姉妹たちは、ルイ14世の宰相だった叔父マザラン枢機卿の持ち駒のように、政策の道具として王侯貴族へ嫁いだ。アンヌ・マリーは、フロンドの乱で叛乱側に加わっていたアルマンが、マザランと和解した際にその証として、縁組みが整えられた。1654年、アンヌ・マリーは60万リーヴルの持参金付きでアルマンと結婚した。2人は2子をもうけた。
- ルイ・アルマン（1661年 - 1685年） - 第2代コンティ公。ルイ14世の庶子マリー・アンヌ・ド・ブルボンと結婚。天然痘にかかり早世。
- フランソワ・ルイ（1664年 - 1709年） - 第3代コンティ公

夫アルマンが1666年に急死後、修道院に入った。子供たちは父方の伯母ロングヴィル公爵夫人アンヌ・ジュヌヴィエーヴや、伯父コンデ公ルイ2世の元で教育された。